# Ignasi Miquel
Ignasi Miquel Pons (født 28. september 1992) er en spansk fodboldspiller, der spiller som midterforsvar for Málaga. Miquel kan også spille venstre back.

## Ungdomskarriere
Miquel er født i Barcelona, og spillede 5 år på FC Barcelonas berømte ungdomsakademi, La Masia. Herefter skiftede Miquel til UE Cornellà, hvor han efter ikke ret længe tid spillede for senior reserveholdet. Imens han spillede for reserveholdet, blev han bl.a. udtaget til Spaniens U16 trup. Hans flotte præstationer på blot 2 kampe for U16 landsholdet gjorde, at klubber som Manchester United og Valencia CF var interesseret i den unge spanier. Men alligevel endte det med, at Arsenal snuppede ham.

## Landshold
Miquel spiller i øjeblikket for Spaniens U21 landshold. Tidligere har han optrådt for U16 og U19 landsholdet, hvor det sammenlangt blev til 11 kampe og én scoring.

## Klubkarriere

### Arsenal F.C.
Miquel kom til Arsenal lige efter hans 16-års fødselsdag. Miquel spillede i sæsonen 2009-2010 12 kampe for reserveholdet, hvor han blandt andet blev kaptajn. 
Den 20. august 2011 fik Miquel sin Premier League debut, hvor han erstattede en skadet Laurent Koscielny i 16. minut, imod Liverpool FC. 
Den 6. december 2011 fik han sin Champions League debut. Her blev han skiftet ind i 51' minut i stedet for André Santos. Kampen endte 3-1 imod Olympiakos.

### Udlån til Leicester City
Den 9. august 2013 blev det bekræftet, at Miquel havde underskrevet en lejekontrakt med Leicester City. Lejekontrakt var gældende sæsonen 2013-2014. Den 27. august fik Miquel sin debut for klubben, da han i 5-2 sejren imod Carlisle United spillede som midterforsvar i Liga Cuppen.